# Keemik Kohtla-Järve
Keemik Kohtla-Järve ist ein ehemaliger estnischer Fußball- und Eishockeyverein aus der Stadt Kohtla-Järve.

## Fußballabteilung

### Geschichte
Keemik Kohtla-Järve nahm an mehreren Meisterschaften während der Sowjetzeit teil. Nach der Loslösung von der Sowjetunion und der Gründung des unabhängigen Staates Estland wurde der Verein 1991 neu gegründet und spielte zwei Jahre mit mäßigem Erfolg in der Meistriliiga, bevor die Abteilung nach der Saison 1992/93 aufgelöst wurde.

### Tabellenplatzierungen
| Saison                                        | Liga         | Tabellenplatz | Spiele | G  | U | V  | Torverhältnis | Punkte |
| --------------------------------------------- | ------------ | ------------- | ------ | -- | - | -- | ------------- | ------ |
| 1992                                          | Meistriliiga | 6. (Ost)      | 6      | 1  | 1 | 4  | 5:13          | 3      |
|                                               | (Turnier)    | 10.           | 5      | 3  | 2 | 0  | 10:4          | 8      |
| 1992/93                                       | Meistriliiga | 7.            | 22     | 7  | 4 | 11 | 30:56         | 18     |
| Gesamt                                        | Meistriliiga |               | 33     | 11 | 7 | 15 | 45:73         | 40     |
| G – Gewonnen; U – Unentschieden; V – Verloren |              |               |        |    |   |    |               |        |

## Eishockeyabteilung
Der Club unterhielt auch eine Eishockeyabteilung, die an der Eishockeymeisterschaft der estnischen SSR teilnahm und deren Meisterschaft vor allem in den 1970er und 1980er Jahren dominierte. Insgesamt gewann das Team bis zur Auflösung der Sowjetunion 13 Mal die estnische Meisterschaft.
Zwischen 1952 und 1963 spielte das Team als Kohtla-Järve Kalev, anschließend bis 1968 als Kohtla-Järve PTK und dann bis 1997 als Keemik Kohtla-Järve.
In den 1990er Jahren nahm Keemik an der höchsten Spielklasse Estlands, der Meistriliiga, teil. Zudem nahm der Klub am IIHF Continental Cup 1997 und erreichte 1997 auch das Finale des estnischen Pokalwettbewerbs. Anschließend wurde der Club in HK Central Kohtla-Järve umbenannt, ehe er aufgelöst wurde.

### Erfolge
- Estnischer Meister (13): 1956, 1970, 1972, 1974, 1976, 1977, 1979, 1980, 1983, 1984, 1985, 1987, 1989